# Кафафов, Константин Дмитриевич
Константин Дмитриевич Кафафов (1 июля 1863—1933, Югославия) — русский государственный деятель. Действительный статский советник.

## Биография
По происхождению грек.
- 1888 — окончил юридический факультет Санкт-Петербургского университета. Присвоен чин коллежского секретаря. Направлен на службу в 5-й департамент Правительствующего сената.
- 1890 — младший помощник секретаря.
- 1891 — помощник секретаря, с июля секретарь. Получает чин титулярного советника.
- 1892 — товарищ (заместитель) прокурора Нижегородского окружного суда.
- 1894 — коллежский асессор.
- 1898 — надворный советник.
- 1899 — переведен в Москву. Товарищ прокурора Московского окружного суда.
- 1902 — коллежский советник.
- 1903 — прокурор Елецкого окружного суда.
- 1904 — прокурор Орловского окружного суда.
- 1906 — статский советник. Член Московской судебной палаты.
- 1911 — действительный статский советник.
- 1912 — вице-директор Департамента полиции.
- 23 ноября 1915 — 14 февраля 1916 и. о. директора Департамента полиции.
- 7 марта 1916 — член Совета министра внутренних дел и одновременно продолжает исполнять обязанности вице-директора Департамента полиции.

Похоронен на Русском белградском кладбище.

### «Циркуляр Кафафова»
Приобрёл известность благодаря, так называемому «циркуляру Кафафова». В январе 1916 года Кафафов  разослал  губернаторам,  начальникам  областных  и  губернских  жандармских управлений  специальный  циркуляр,  в  котором  еврейское население обвинялось в экономической  диверсии (организации нехватки товаров первой необходимости, искусственном вздорожании продуктов, нехватке «звонкой монеты»). Кафафов предполагал, что это делалось для того, чтобы вызвать общее недовольство и протест против властей, но и «объясняется стремлением их добиться отмены черты еврейской оседлости, так как  настоящий  момент они считают  наиболее  благоприятным для достижения своих целей...». По этому поводу Кафафов был вызван для объяснений в Думу, где он заявил, что циркуляр отменили еще до его вступления в силу.

## Награды
- Орден Святой Анны 3-й ст. (1896);
- Орден Святого Станислава 2-й ст. (1901);
- Орден Святой Анны 2-й ст. (1904);
- Орден Святого Владимира 4-й ст. (1906).

## Семья
Был женат на Марии Григорьевне Тамашевой. Их дети:
- Елена (1896—?)
- Борис (1901—1920), умер в Тифлисе.
- Николай (1903—1944), инженер, погиб в Белграде.